# Limonium caprariense
Limonium caprariense är en triftväxtart som först beskrevs av Font Quer och Marcos, och fick sitt nu gällande namn av Sandro Alessandro Pignatti. Limonium caprariense ingår i släktet rispar, och familjen triftväxter. Utöver nominatformen finns också underarten L. c. multiflorum.